# Zamek w Siedlisku
Zamek w Siedlisku (niem. Schloss Carolath) – zabytkowy zamek wybudowany w latach 1550–1560 w Siedlisku – wsi w Polsce, położona w województwie lubuskim, w powiecie nowosolskim, w gminie Siedlisko.

## Opis
Po raz pierwszy zamek wzmiankowano w 1298 roku, gdy książę Henryk Głogowski wystawił dokument w zamku Sedlscho. W 1360 r. Siedlisko otrzymał w lenno ród von Rechenberg. W XV wieku Baltazar von Rechenberg zbudował na miejscu starszej warowni murowany zamek, którego fragmenty tkwią w ścianach południowego skrzydła. W latach 1550–1560 Franz Rechenberg, właściciel dóbr siedliskich, wybudował murowany budynek, usuwając jedną ze ścian (wał z palisadą) wcześniejszej budowli. Budynek był zbudowany z kamienia polnego i cegły, jednak prawdopodobnie z powodu zbyt grząskiego gruntu ściany zaczęły pękać, grożąc zawaleniem. By temu zapobiec, wzmacniano je drewnianymi belkami. 
W 1561 r. właścicielem Siedliska został Fabian von Schönaich. W 1597 r. jego syn, Georg von Schönaich (1557-1619), podpisał z Melchiorem Deckhardtem, budowniczym z Legnicy, umowę na budowę zamku, w konsekwencji czego powstała największa na Śląsku rezydencja manierystyczna. Wiosną 1598 r. przystąpiono do budowy. W 1600 r. ukończono wschodnie skrzydło (które mieściło m.in. salę reprezentacyjną, a w niej 40 portretów króli). Następnie wybudowano skrzydło południowe (z salą reprezentacyjną, zwaną też książęcą albo balową w dolnej kondygnacji, ze sklepieniem wspartym na 12 kolumnach) i budynek bramny (mieszczący bibliotekę i zbrojownię). Nad wejściem do budynku bramnego od frontu kartusz z herbami: wolnego pana Georga von Schönaich (L) oraz i Elizabeth von Landscrone. (P), a pod nim sentencja łac.  IEHOVAE DEXTERA NOSTRUM MUNIMENTU (Prawica Jahwe naszą ostoją. Wzniesione w roku Chrystusowym 1611). Natomiast na kartuszu herbowym budynku bramnego od strony dziedzińca znajdują się herby księstw: Schoenaich Carolath Beuthen (L) i von Sachsen-Meiningen (P). 
W 1601 r. budynek został zniszczony podczas pożaru. W maju 1612 r. Walenty Säbisch, fortyfikator z Wrocławia, wykonał plany pomiarowe fortyfikacji bastionowych. Zostały one zrealizowane w ciągu następnych 2 lat przez Andrzeja Hindenbergera z Hoyerawert. W 1618 r. ukończono budowę zamkowej kaplicy, usytuowanej we wschodnim skrzydle, zbudowanej na planie prostokąta o wymiarach 19,3 × 15,1 m, zamkniętej od wschodu półkolistą apsydą. Jest to pierwsza na Śląsku kaplica zamkowa, wybudowana jako lektorium protestanckie. Budowla została nakryta sklepieniem kolebkowym i kolebkowo-krzyżowym, a jej ściany wewnętrzne obiegają 2-kondygnacyjne empory z maswerkowymi, kamiennymi balustradami, wsparte na kamiennych kolumnach z rzeźbionym ornamentem okuciowym. We wnętrzu kaplicy znajduje się m.in. renesansowa kamienna ambona, także zdobiona ornamentem okuciowym.
W 1710 roku rozpoczęto rozbudowę barokową. Prowadził ją Jacob Wagner ze Wschowy i Stefano Spinetti. Powstały zachodnie i północne skrzydła zamku, które razem z wcześniejszymi zamykały dziedziniec o wymiarach 46  × 56 m. Elewacje nowych skrzydeł zostały ozdobione pilastrami i gzymsami, a nad wejściem do skrzydła zachodniego wmurowano kartusz z datą 1715. 24 sierpnia 1757 r. ukończono budowę mostu przy bramie wjazdowej; cokoły jego balustrady ozdobiono rzeźbami postaci mitologicznych i dwoma heraldycznymi lwami z tarczami. Powstała także ujeżdżalnia przy nowym dziedzińcu od północy.
W latach 1865–1875 przebudowano w stylu neorenesansowym środkową część skrzydła południowego i założono ogród z fontannami; na osi skrzydła północnego zbudowano przejazd, prowadzący na dziedziniec gospodarczy, przy którym w drugiej połowie XIX w. powstały stajnie i inne budynki gospodarcze. W 1945 zamek użytkowały wojska radzieckie, które opuszczając budowlę podpaliły ją. 
Zachowały się kaplica i budynek bramny. Zamek odgruzowano i częściowo odbudowano (budynek bramny i skrzydło wschodnie z kaplicą) w latach 1964–1974 przy współudziale harcerskiego szczepu „Makusynów”.
12 sierpnia 2003 r. zamek został sprzedany mieszkańcowi Nowej Soli za kwotę 257 000 zł. W 2007 r. odkupił go obywatel Włoch, Giulio Piantini, prezes firmy Arcobaleno. Przy zamku znajduje się mauzoleum Wandy von Schönaich. Obecny właściciel planuje odbudowę zamku przeznaczenie go na cele hotelowe i konferencyjne.
Zamek wraz z parkiem, mauzoleum księżnej Wandy Henckel von Donnesmarck z początku XX wieku oraz trzema domami folwarcznymi (pl. Zamkowy 12, 13 i 14) z początku XIX wieku tworzy zespół zamkowy.

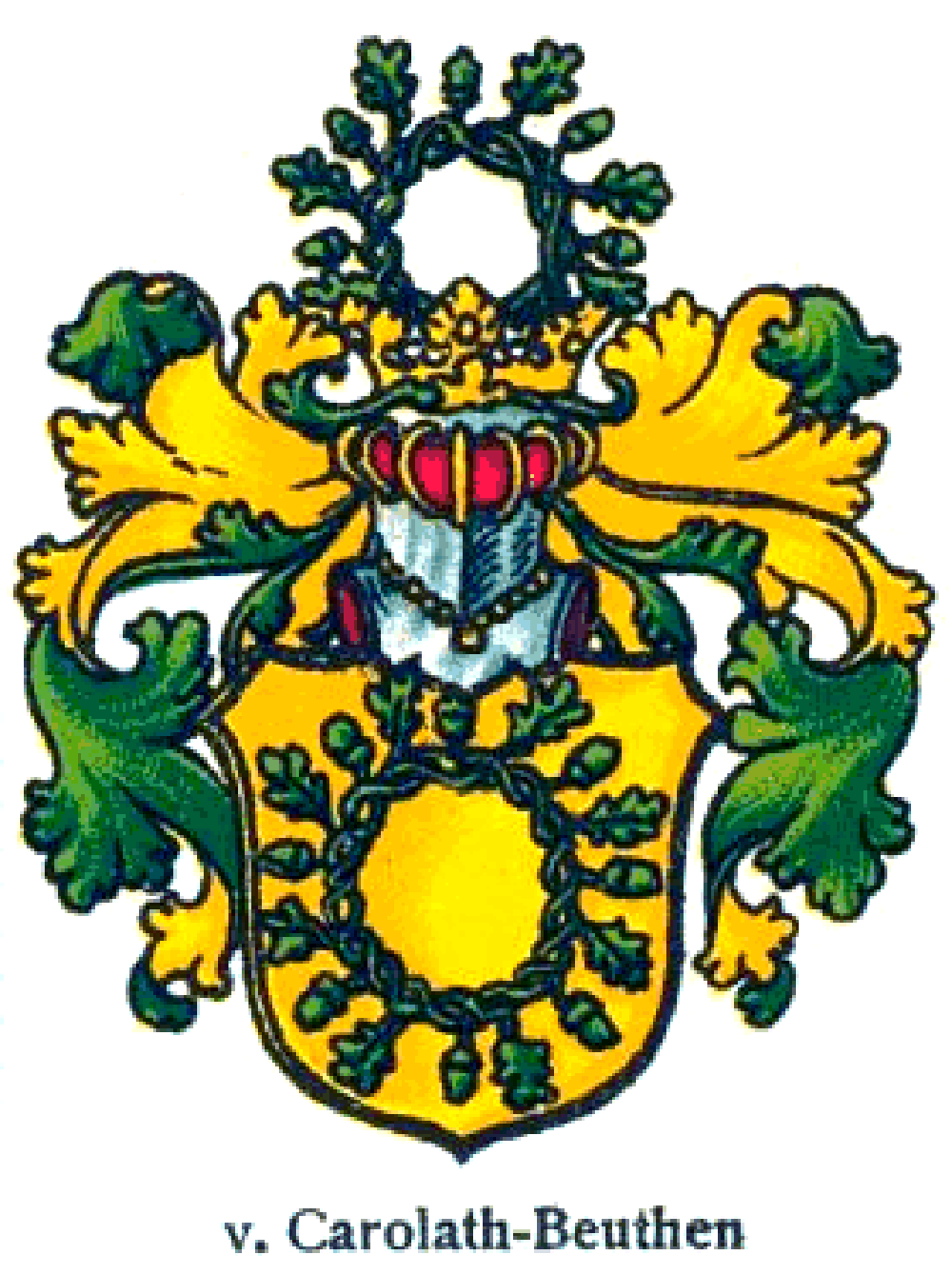
Herb Schöneich (L). Budynek bramny
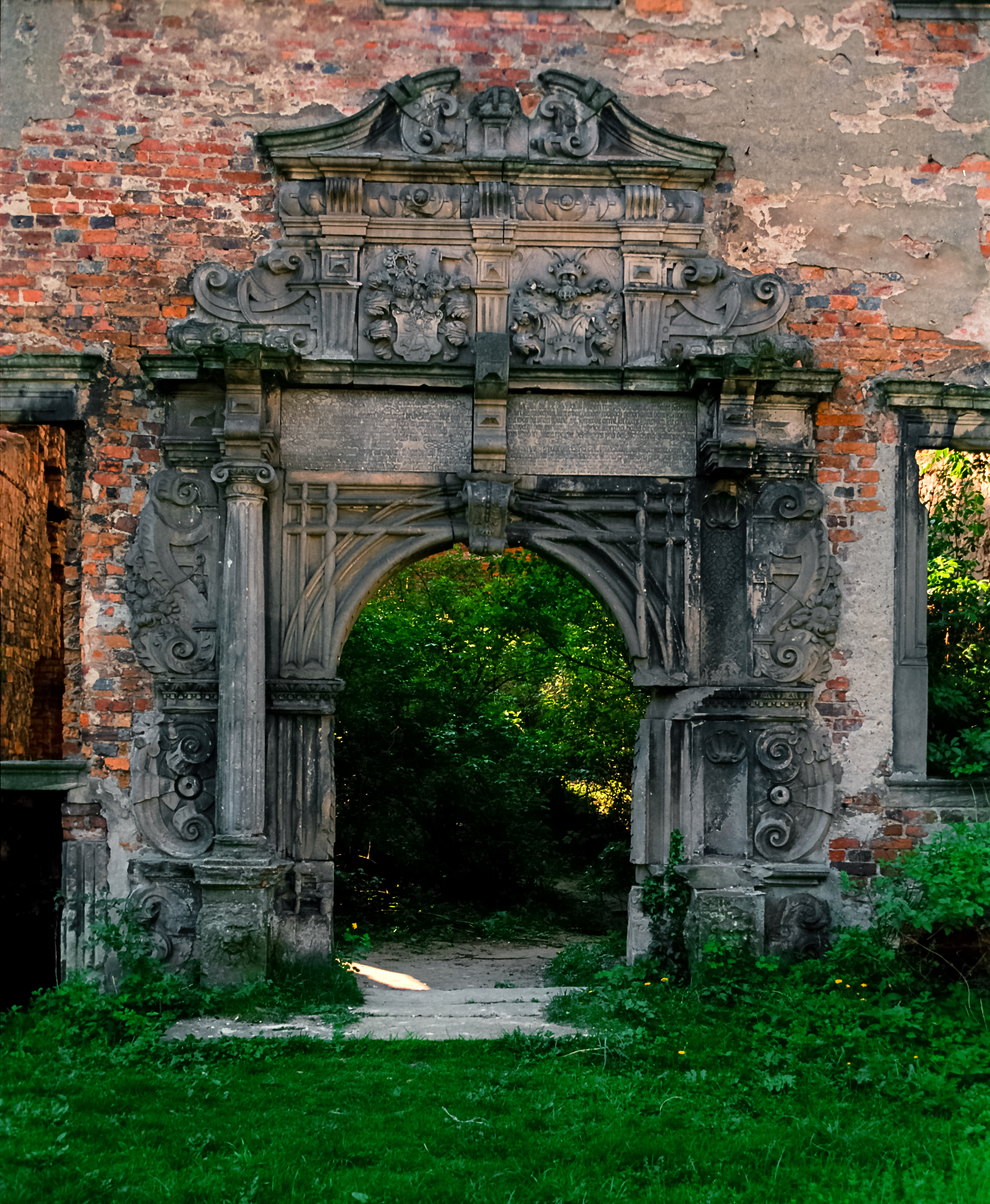
Portal. Herby Schöneich (L), Landscrone (P)
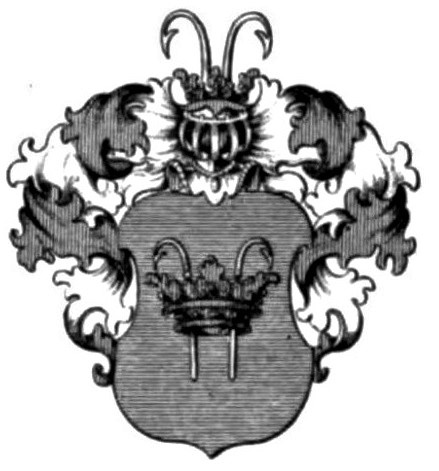
Herb Landscrone (P). Budynek bramny
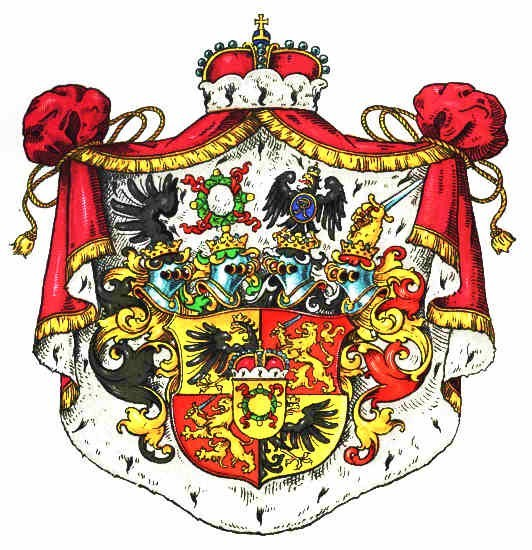
Herb Schoenaich Carolath Beuthen z mauzoleum (L)
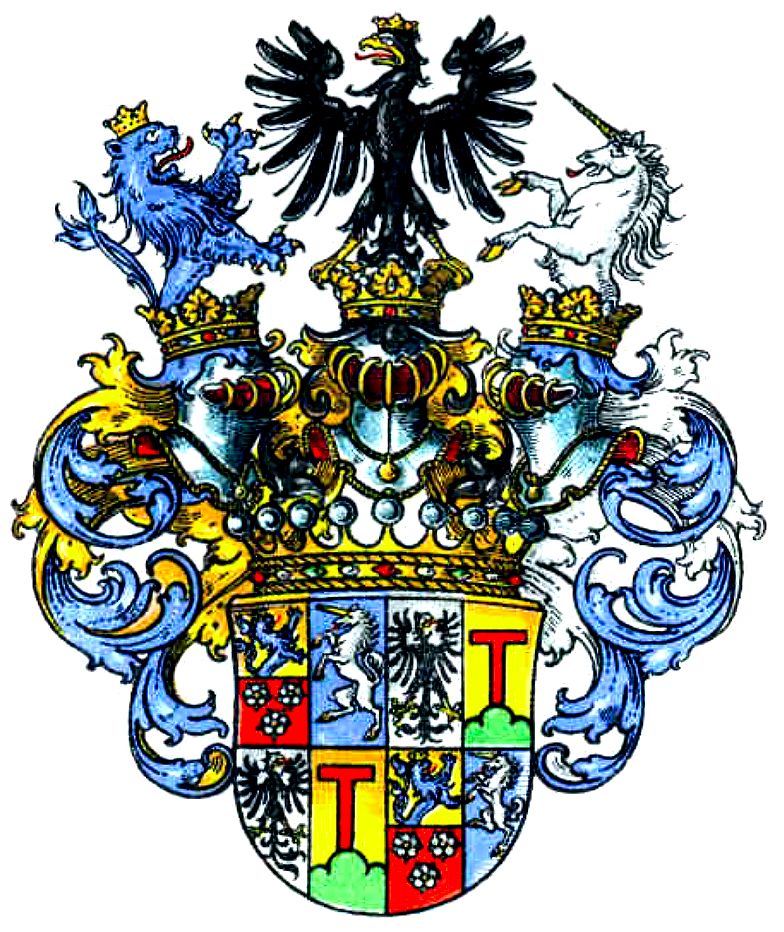
Herb Henckel-Donnersmarck z mauzoleum (P)
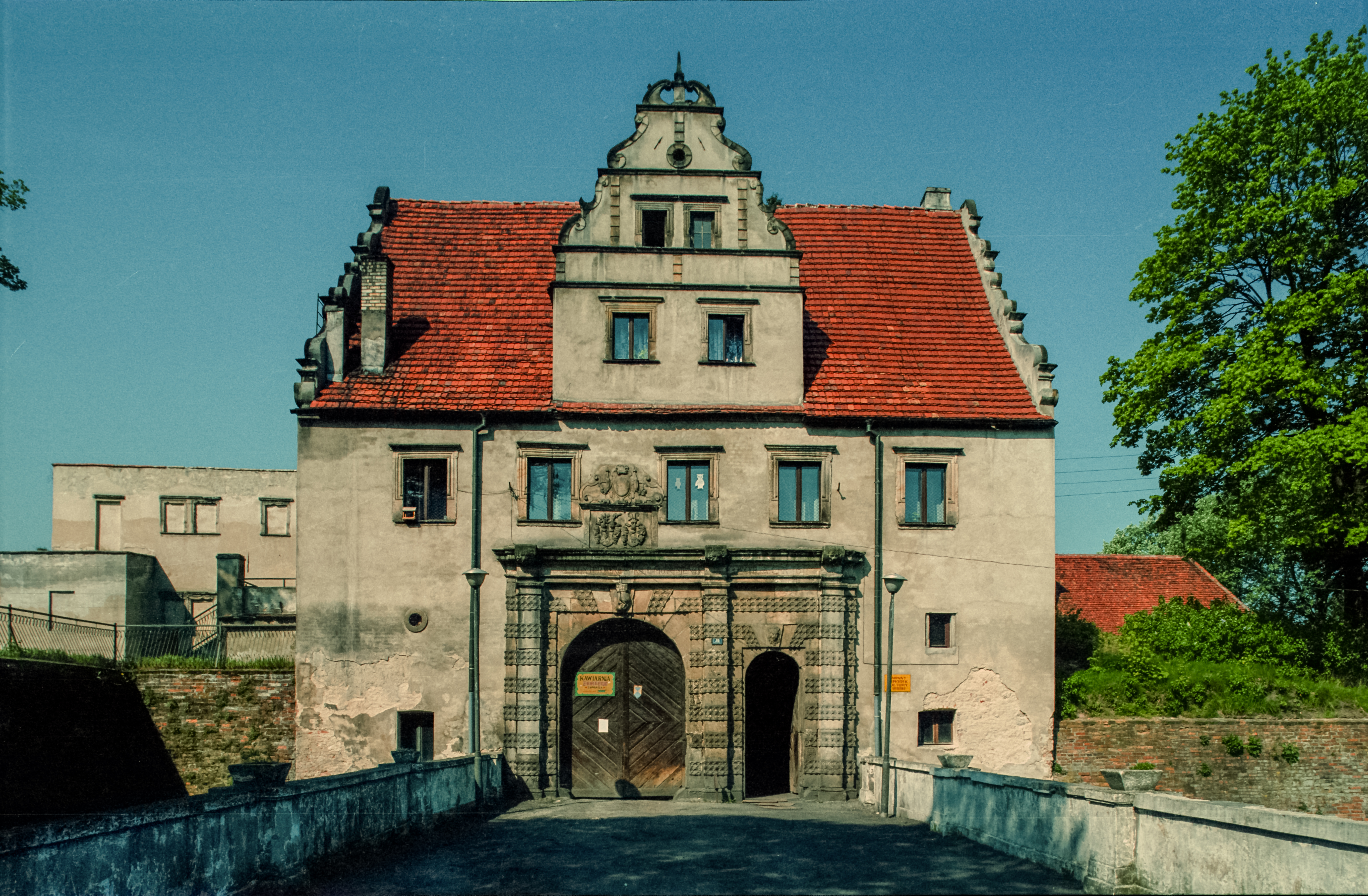
Budynek bramny
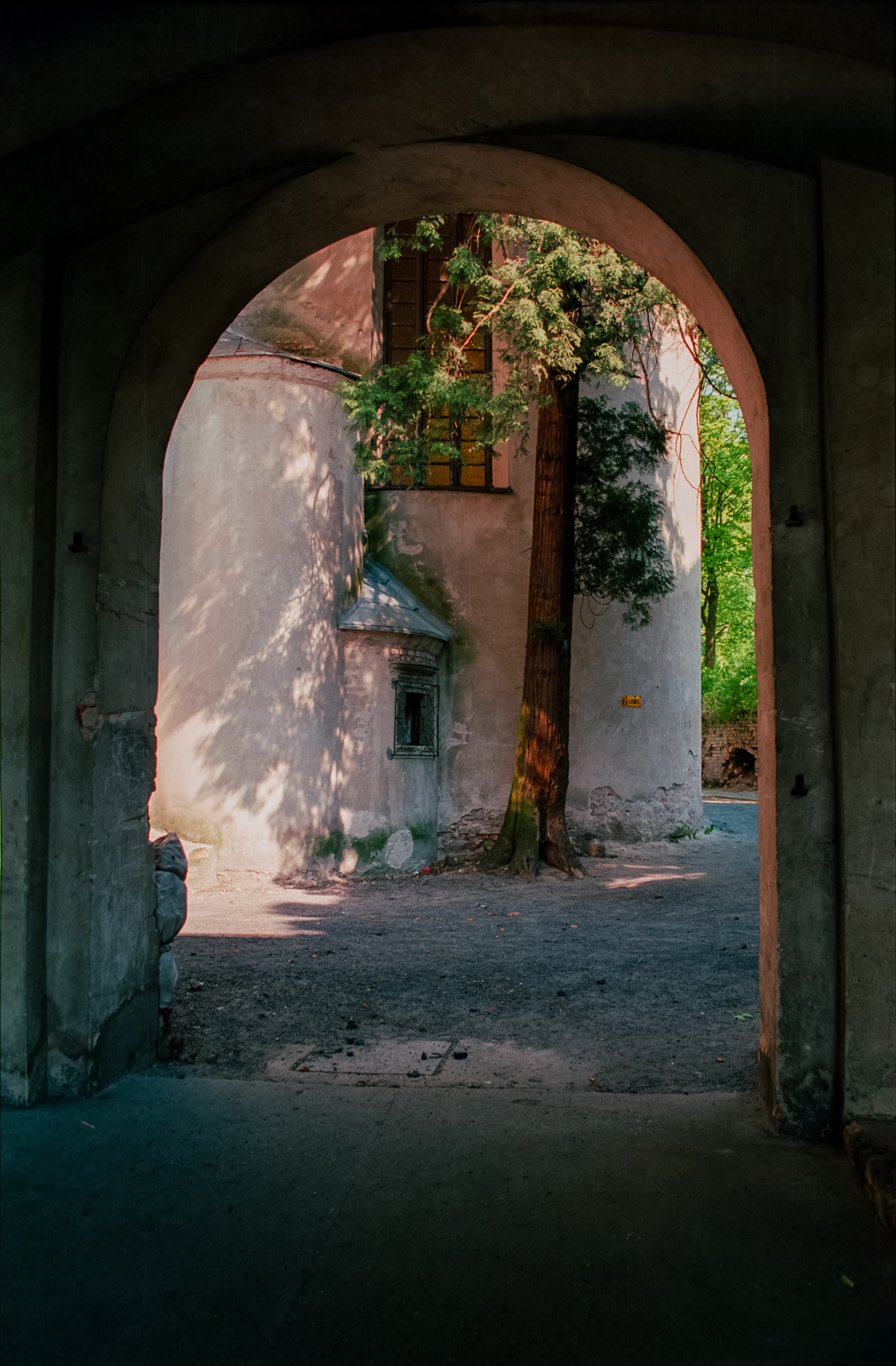
Kaplica zamkowa
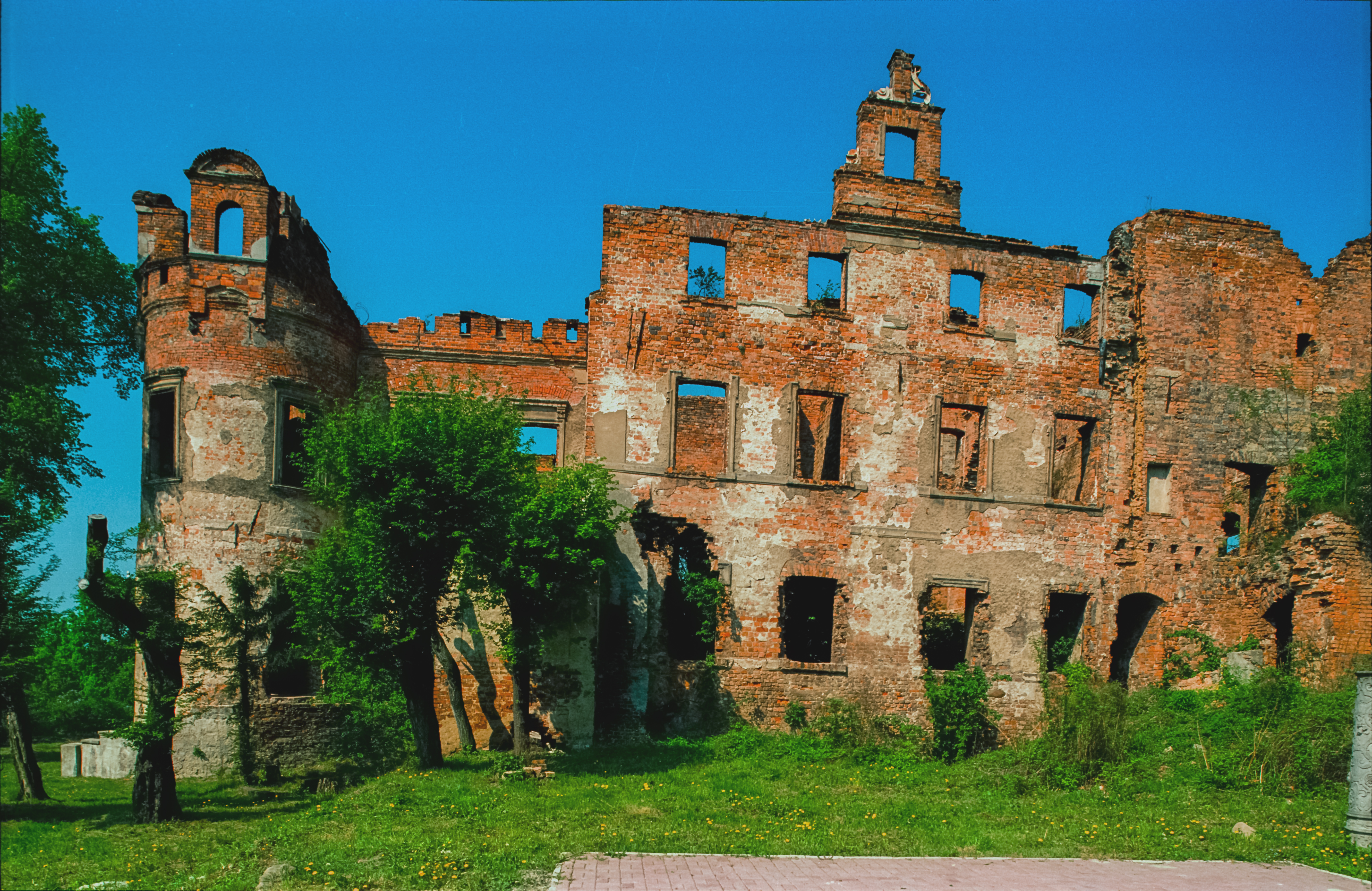
Ruiny
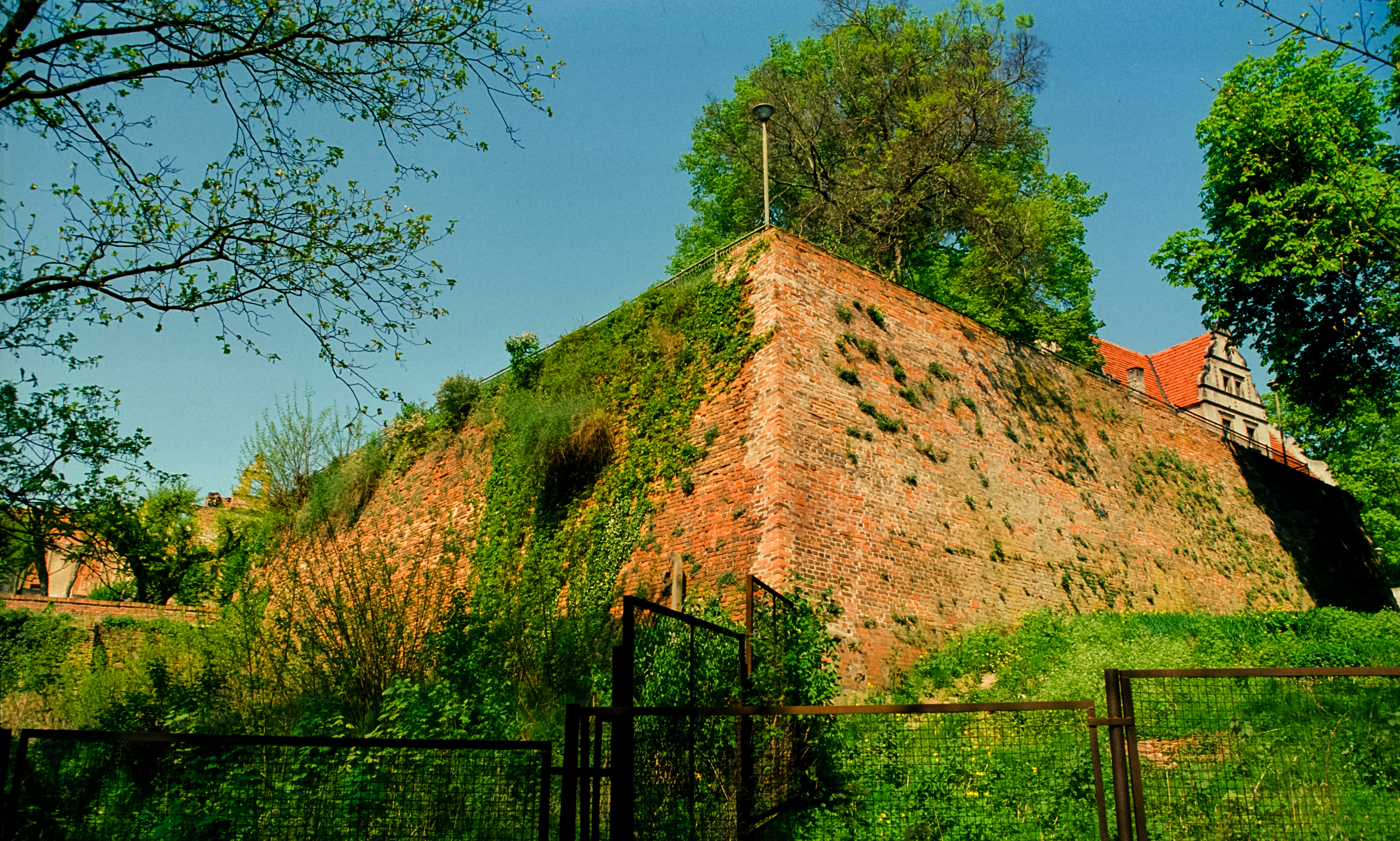
Bastion zamkowy
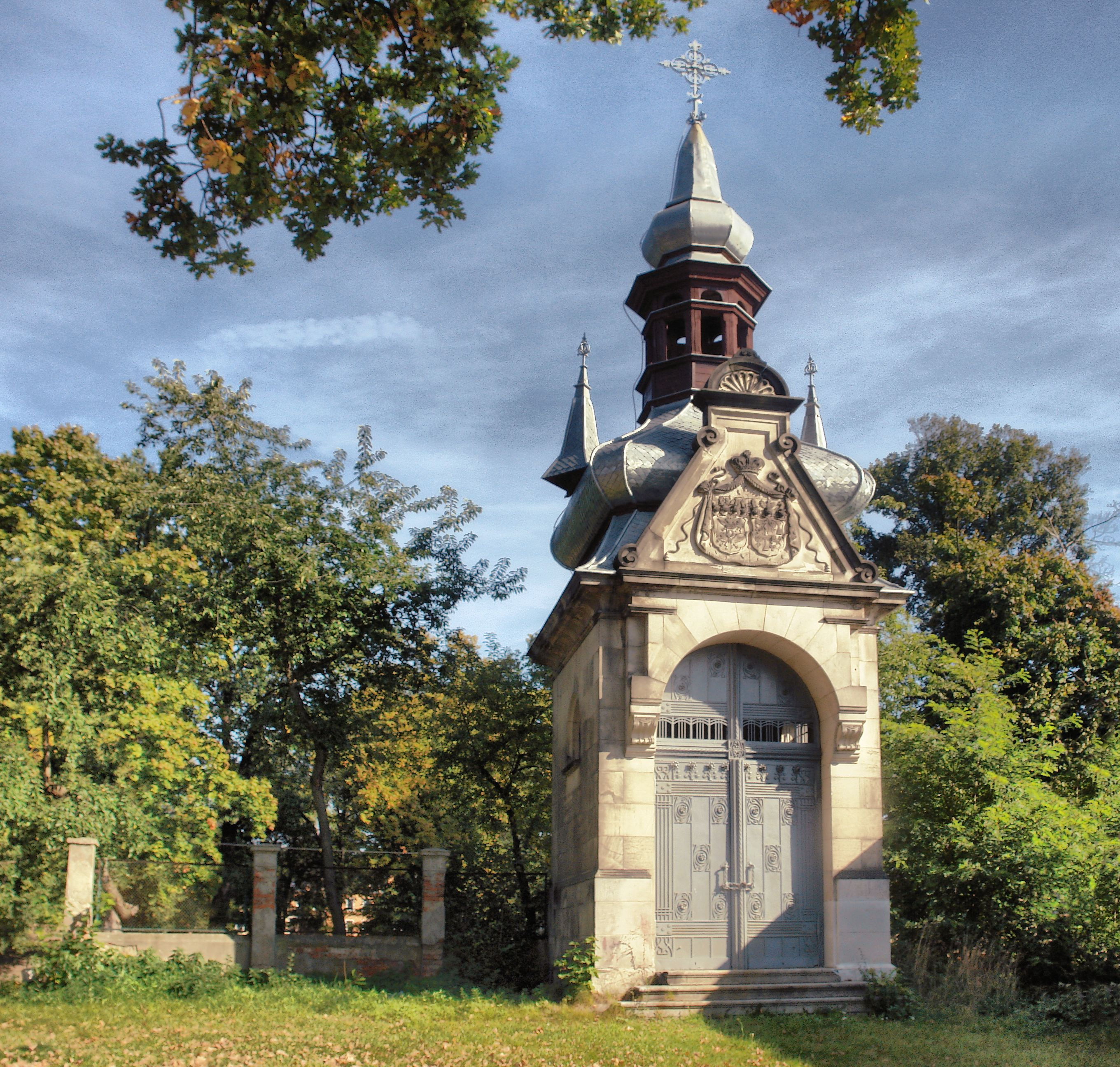
Mauzoleum. Herby: Carolath (L), Henckel (P)